# 上杉満代
上杉 満代（うえすぎ みつよ、1950年 -  ）は、舞踏家。改名前は上杉 貢代。

## 来歴
福岡県出身。7歳よりクラシックバレエを習い、1967年に上京、谷桃子バレエ団に入団。1970年に退団し、大野一雄に師事。1975年よりソロ活動を開始。
1987年　土方巽追悼公演の舞踏オペラ「ロマノフの海」（芥正彦演出）に出演。
1988年　フランスに渡り、現地のダンスカンパニーに参加、ヨーロッパ各地の公演に出演した。
1991年　帰国。
1992年　国際交流基金より派遣され、メキシコ国立芸術院付属バレエ学校にて1ヶ月半のワークショップを開催し、国立人類博物館パティオにてソロ公演を行った。
1993年　太田省吾演出の演劇「砂の駅」に出演。1994年には実験映画「猫耳」に出演。
2005年　和栗由紀夫と共演し、大野と土方の弟子同士が同じ舞台に立ったと話題になった。
2006年には上海素麺工場のプロデュースで三上寛とコラボレーション公演を行った。
現在も国内外を問わず公演やワークショップを行っている。